# Ernodea angusta
Ernodea angusta är en måreväxtart som beskrevs av John Kunkel Small. Ernodea angusta ingår i släktet Ernodea och familjen måreväxter. Inga underarter finns listade i Catalogue of Life.